# Actinodendron verticillatum
Actinodendron verticillatum är en svampart som först beskrevs av A.L. Sm., och fick sitt nu gällande namn av G.F. Orr & Kuehn 1963. Actinodendron verticillatum ingår i släktet Actinodendron och familjen Gymnoascaceae.   Inga underarter finns listade i Catalogue of Life.